# Laurence Dermott
Pour les articles homonymes, voir Dermott.
Compléments
Auteur de l’Ahiman Rezon, constitutions maçonniques.
Laurence Dermott, né en 1720 dans le Comté de Roscommon en Irlande et mort à Londres en 1791, fut commerçant, écrivain et grand secrétaire de la Grande Loge des Anciens. Il joua un rôle majeur dans la constitution d'une partie de la franc-maçonnerie spéculative par son œuvre l'Ahiman Rezon. La Grande Loge unie d'Angleterre hérite de l’implication de Dermott à l'époque de la querelle des « Anciens » et des « Modernes ». 

## Biographie
Irlandais catholique, Laurence Dermott est né fils de Thomas Dermott, armateur et marchand de vin prospère. Bien que la famille négociait les marchandises à partir de Dublin, Laurence est probablement né dans la maison familiale près de Strokestown, dans le comté de Roscommon. La famille Dermott semble à l'époque impliquée dans le commerce international et plus particulièrement dans le domaine du vin et des navires.
En 1748, il quitte l’Irlande afin d'immigrer en Angleterre, à Londres, où il travaille comme peintre (« journeyman painter »). Son déplacement est éventuellement en vue d'élargir l'entreprise de son père et donc au bénéfice des affaires familiales. Quelques années plus tard il devient marchand de vin, comme son père.

## Parcours maçonnique

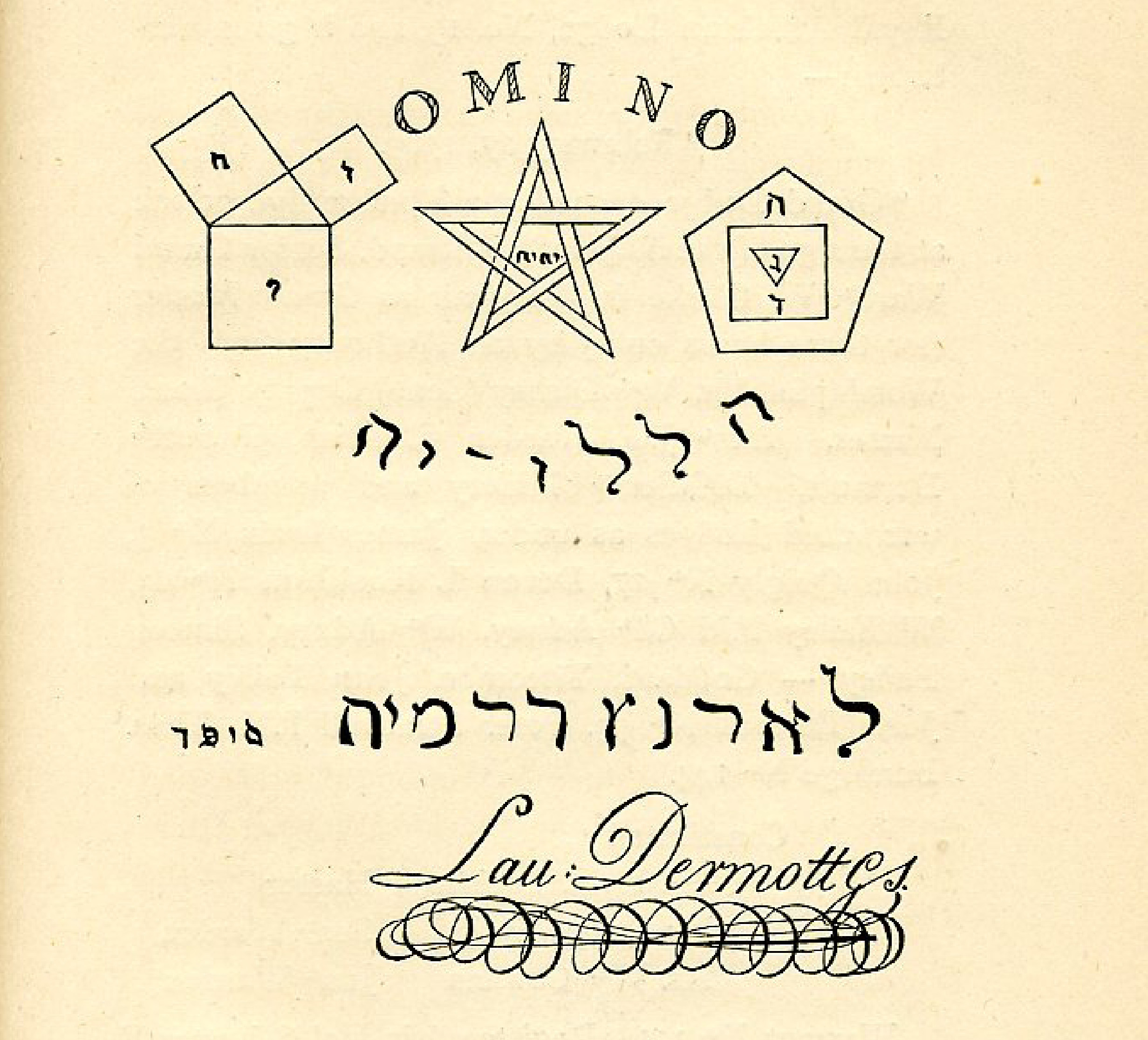
Dessin à la main de Laurence Dermott dans le premier volume du Minute Book, datant de 1752, de la Grande Loge des anciens.

La réputation de Lawrence Dermott provient surtout de son influence dans la franc-maçonnerie anglaise, et particulièrement dans celle des « Anciens » du XVIIIe siècle.
Laurence Dermott est initié en 1740, à 20 ans dans la loge no 26 à Dublin dont il deviendra, après avoir occupé divers postes d'officier, vénérable le 24 juin 1746. 
À son arrivée à Londres en 1748, Dermott rejoint une loge des « Modernes » mais il adhère rapidement à une loge irlandaise non affiliée, « dissidente ». La capitale britannique est alors l'un des métropoles qui compte le plus de francs-maçons. Depuis 1717, ceux-ci sont pour la majorité sous la juridiction de la première Grande Loge d'Angleterre. Les frères irlandais y sont également ralliés jusqu'à ce qu'après certains désaccords et mécontentements, autour de questions religieuses et de pratique maçonnique, ils entreprennent la création de loges indépendantes. Dermott adhère ainsi à l'une d'entre elles.

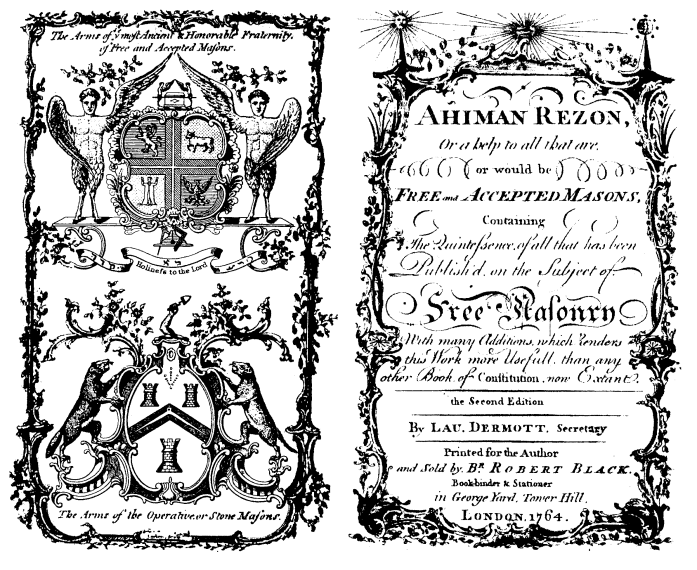
Première pages de lAhiman Rezon, ouvrage publié en 1756.

En 1751, il rédige les constitutions de l'Ancienne Grande Loge d'Angleterre, rassemblées sous le titre de Ahiman Rezon - ouvrage doctrinal et pamphlétaire à la fois. Le livre connaîtra de nombreuses éditions dont la première en 1756 . En juin 1751, environ 70 à 80 loges irlandaises, dites dissidentes, se joignent aux « Anciens ».
En 1752, Dermott fonde un « Grand Comité », structure maçonnique comprenant plusieurs loges d'Angleterre dont six loges à Londres et quelques-unes dans les colonies anglaises. Le 5 décembre 1753, l'organisme devient la Grande Loge des Anciens Maçons, dont il se nomme grand secrétaire.  Lorsqu'il quitte cette fonction en 1771, il devient grand maître adjoint. En 1777, ne renouvelant pas sa grand maîtrise, il sort du corps de direction de l'obédience et effectue un second mandat de 1783 à 1787.
Ce serait grâce à ses fondements et son activisme d'alors que la Grande Loge unie d'Angleterre, lors de l'acte d'union plus de 20 ans après, hérite de l'infrastructure des « Modernes » et intègre des formes du rituel des « Anciens »,. Pour certains auteurs, il aurait joué un rôle important dans l'élaboration du Rite de l'Arche royale (Royal Arch), chapitre de hauts grades maçonniques du Rite d'York. Les historiens anglais sont très élogieux sur la personnalité du franc-maçon irlandais. Par exemple, Robert Freke Gould écrit à son propos : « Comme administrateur, il déploya des qualités que nous ne trouvons réunies dans aucun autre membre de l'Ordre, soit avant, soit après... Il fut la vie et l'âme et de l'organisme auquel il fut si étroitement associé. »
Laurence Dermott a une forte personnalité, qui lui fait de nombreux ennemis. Il doit d'ailleurs se défendre à la grande loge concernant des reproches de ne pas être un franc-maçon initié de manière régulière (« regularly initiated freemason »). Son accusateur, qui faisait référence à l'atelier mère irlandais de Dermott, fut banni de la grande loge.
Les trente dernières années de sa vie indiquent qu'il pratique des activités relatives à l’enseignement de la franc-maçonnerie et à l'étude de celle-ci.